# Cryptococcus flavus
Cryptococcus flavus är en svampart som först beskrevs av Saito, och fick sitt nu gällande namn av Á. Fonseca, Boekhout & Fell 2008. Cryptococcus flavus ingår i släktet Cryptococcus och familjen Tremellaceae.   Inga underarter finns listade i Catalogue of Life.